# Eliezer Schindler
Eliezer Schindler (auch Lazar Schindler; geboren 28. April 1892 in Tyczyn, Österreich-Ungarn; gestorben 22. September 1957 in Worcester) war ein deutschamerikanischer Dichter in jiddischer Sprache.

## Leben
Eliezer Schindler war ein Sohn des Abraham Schindler, Enkelsohn des Rabbiners Alexander Moshe Schindler und der Necha Tänzer. Er hatte zwei Geschwister. 1901 kam er mit seinen Eltern nach München. Er lernte Elektrotechnik an einer Ingenieurschule und arbeitete als Handwerker. Er wurde Zionist und gründete mit dem Schweizer Journalisten Norbert Weldler (1884–1961) den ersten jiddischen Verein „Bne Jehuda“. 1914 wurde er in der Österreich-Ungarischen Armee Soldat und geriet im Juli 1915 bei Lublin in russische Kriegsgefangenschaft. Die nächsten drei Jahre war er Kriegsgefangener in Sibirien. Während der Russischen Revolution 1917 kam er bedingt frei und lehrte in jüdischen Gemeinden im Osten des Russischen Reiches Hebräisch. 1919 gelangte er wieder nach Deutschland und belebte seinen jiddischistischen Verein in München wieder.
Schindler war beeinflusst von Nathan Birnbaum und dessen Lehre vom Aufstieg (Ḥever 'Olim) durch das einfache Leben. Seine Lyrik war stark verbreitet in der Bais-Yaakov-Bewegung, die in den USA und Kanada in der jüdischen Bevölkerung eine Mädchenbildung unter orthodoxen Vorzeichen aufbaute. Er schrieb auch Schulbücher für die Bais-Yaakov-Schulen.
Er heiratete 1922 Sali (Sally) Hoyda (1899–1992), die aus Wyschnyzja nach München gekommen war; sie sorgte als Kauffrau für den Familienunterhalt. Sie hatten eine Tochter und den Sohn Alexander M. Schindler, der in den USA ein führender Rabbiner des Reformjudentums wurde. Die Rabbinerin Judy Schild ist eine Enkelin.  
Die Familie floh 1939 in die USA, wo Schindler und seine Frau eine Hühnerfarm in der Nähe von Lakewood Township betrieben. Dort schrieb er die Gedichte für sein einziges in den USA verfasstes Buch Yiddish un Chasidish Poems. Er fertigte auch eine Übersetzung des Korans ins Jiddische an.
Eliezer Schindler starb 1957; seine Frau überlebte ihn um mehr als 30 Jahre. Sie überstand am 6. September 1970 die Entführung ihres Swissair-Fluges durch palästinensische Terroristen.

## Werke (Auswahl, in Transliteration)
- Fyn sstep yn jischew. München : Selbstverlag, 1922
- Sirim [und Übersetzungen]. Berlin : L. Abramson, 1927
- Gedichte. Wilno : Drukarnia "Express, 1929